# Щасливець
Щасливець — романтична драма 2007 року.

## Сюжет
Дія фільму розвертається в світі професійного покеру. Головний герой стрічки — гравець Гек Чивер береться виграти чемпіонат світу по покеру, а заразом і зачарувати молоду співачку Біллі Оффер, але зустрічає на своїй дорозі несподівану перешкоду — в особі свого батька, легендарного гравця в покер, що кинув матір Гека багато років тому. У результаті батько і син стають суперниками не лише в житті, але і за картковим столом.